# Coelioxys dapitanensis
Coelioxys dapitanensis là một loài Hymenoptera trong họ Megachilidae. Loài này được Cockerell mô tả khoa học năm 1915.